# Гуткув (Люблінське воєводство)
Гуткув (пол. Hutków) — село у Польщі, у гміні Краснобруд Замойського повіту Люблінського воєводства.
Населення — 419 осіб (2011).
У 1975—1998 роках село належало до Замойського воєводства.

## Демографія
Демографічна структура станом на 31 березня 2011 року:
|          | Загалом | Допрацездатний вік | Працездатний вік | Постпрацездатний вік |
| -------- | ------- | ------------------ | ---------------- | -------------------- |
| Чоловіки | 206     | 42                 | 142              | 22                   |
| Жінки    | 213     | 52                 | 93               | 68                   |
| Разом    | 419     | 94                 | 235              | 90                   |